# Charinus carajas
Espèce
Charinus carajas est une espèce d'amblypyges de la famille des Charinidae.

## Distribution
Cette espèce est endémique du Pará au Brésil. Elle se rencontre dans des grottes du Nord de la Serra dos Carajás.

## Description

Charinus carajas

La carapace de la femelle holotype mesure 2,38 mm de long sur 3,23 mm et l'abdomen 3,35 mm.
La carapace du mâle décrit par Miranda, Giupponi, Prendini et Scharff en 2021 mesure 2,57 mm de long sur 3,79 mm et celle de la femelle 2,40 mm de long sur 3,60 mm.

## Étymologie
Son nom d'espèce lui a été donné en référence au lieu de sa découverte, la Serra dos Carajás.

## Publication originale
- Giupponi & Miranda, 2016 : « Eight New Species of Charinus Simon, 1892 (Arachnida: Amblypygi: Charinidae) Endemic for the Brazilian Amazon, with Notes on Their Conservational Status. » PLOS One, vol. 11, no 2, e0148277, p. 1-33.